# オシッジ
オシッジ（Osidge）は、ロンドンのバーネット・ロンドン特別区にある地域である。郵便番号はN14。オシッジはインフィールド・ロンドン特別区の西にある。
オシッジの主要なビルとして、アシュモール・スクール、オシッジ・プライメリー・スクール、オシッジ・ヘルス・センターがある。

## 近隣地区
- ブランスウィック・パーク
- オークリー・パーク
- サウスゲイト
- ウェットストーン